# Сельское поселение «Шивиинское» (Калганский район)
Се́льское поселе́ние «Шивиинское» — муниципальное образование в Калганском районе Забайкальского края Российской Федерации.
Административный центр — село Шивия.

## История
Статус и границы сельского поселения установлены Законом Читинской области от 19 мая 2004 года «Об установлении границ, наименований вновь образованных муниципальных образований и наделении их статусом сельского, городского поселения в Читинской области».

## Население
| 2010 | 2011 | 2012 | 2013 | 2014 | 2015 | 2016 |
| ---- | ---- | ---- | ---- | ---- | ---- | ---- |
| 205  | →205 | ↘187 | ↘162 | ↘152 | ↗154 | →154 |
| 2017 | 2018 | 2019 | 2020 | 2021 |      |      |
| ↘150 | ↘140 | ↘132 | ↘123 | ↘119 |      |      |

## Состав сельского поселения
| № | Населённый пункт | Тип населённого пункта       | Население |
| - | ---------------- | ---------------------------- | --------- |
| 1 | Запокровский     | село                         | ↘3        |
| 2 | Шивия            | село, административный центр | ↘115      |